# Комі-перм'яки
Ко́мі-перм'яки́ (перм'яки́) або комі-перм'я́ни (перм'я́ни) (комі-перм. коми-пермяккез) — народ фінно-угорської групи, який мешкає в Російській Федерації.
Мешкають на північному-заході Пермського краю: на території адміністративно-територіального утворення в складі краю — Комі-Перм'яцького округу, в Красновішерському районі, над річкою Язьва — язьвинські комі-перм'яки, в Кіровській області (в Афанасьєвському районі) — зюздинські комі-перм'яки.
Загальна чисельність комі-перм'яків на 2002 рік — 125 тисяч осіб.

## Мова
Комі-перм'яцька мова, належить до пермських мов.

## Релігія
За релігією віруючі Комі-перм'яки — православні, є й старообрядці, донедавна були присутні рудименти дохристиянських вірувань, намагаються відродити деякі звичаї та обряди.